# Shortland Islands

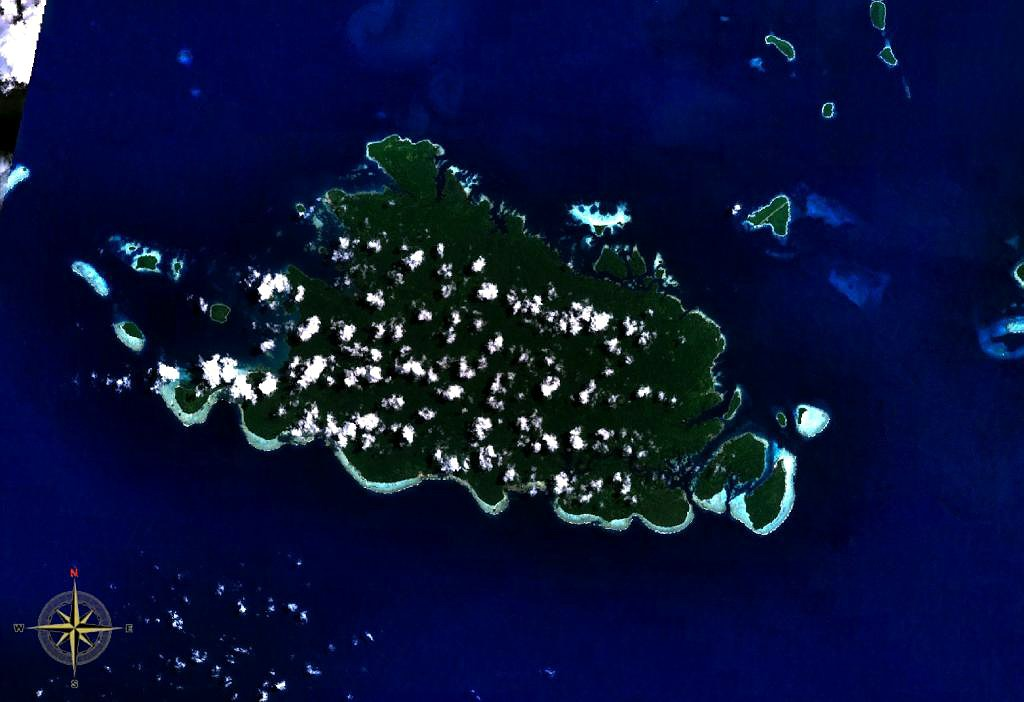
Satellitbild av Shortland Island.

Shortland Islands är en ögrupp som tillhör Västprovinsen i Salomonöarna. Ögruppen, som är namngiven efter sjöofficeren John Shortland, ligger så långt nordväst man kan komma vid landets territorialgräns, nära ön Bougainville, Papua Nya Guinea. Den största ön i gruppen är Shortland Island. Andra öar inkluderar Ovau, Pirumeri, Magusaiai, Fauro och Ballale (som ockuperades av japanerna under andra världskriget och är nu hem till många övergivna stridsflygplan från just kriget).
Tyskland gjorde anspråk på öarna till år 1900.